# 堂山鐵橋
堂山鐵橋（韩语：／ Dangsan Cheolgyo）是一条横跨汉江的桥梁，位于韩国首尔特別市。桥梁两端连接麻浦區和永登浦區，于1983年通车，1999年11月22日翻新完成重新开放。大桥全长1200米，高30米。目前，只有首爾地鐵2號線使用该桥，位于合井站和堂山站之间。

## 历史
1980年2月：开工。
1983年11月：竣工
1984年5月：随首尔地铁2号线一起投入使用。
1996年12月31日：由於發生聖水大橋倒塌事故，因存在严重安全隐患，有倒塌之危险而被封闭。当日旧桥运行最后一班列车。
1997年1月1日：旧桥开始拆除。
1997年5月22日：正在拆除中的旧桥倒塌，所幸无人伤亡。
1999年11月22日：新桥投入使用。